# Occa Johanna Ripperda

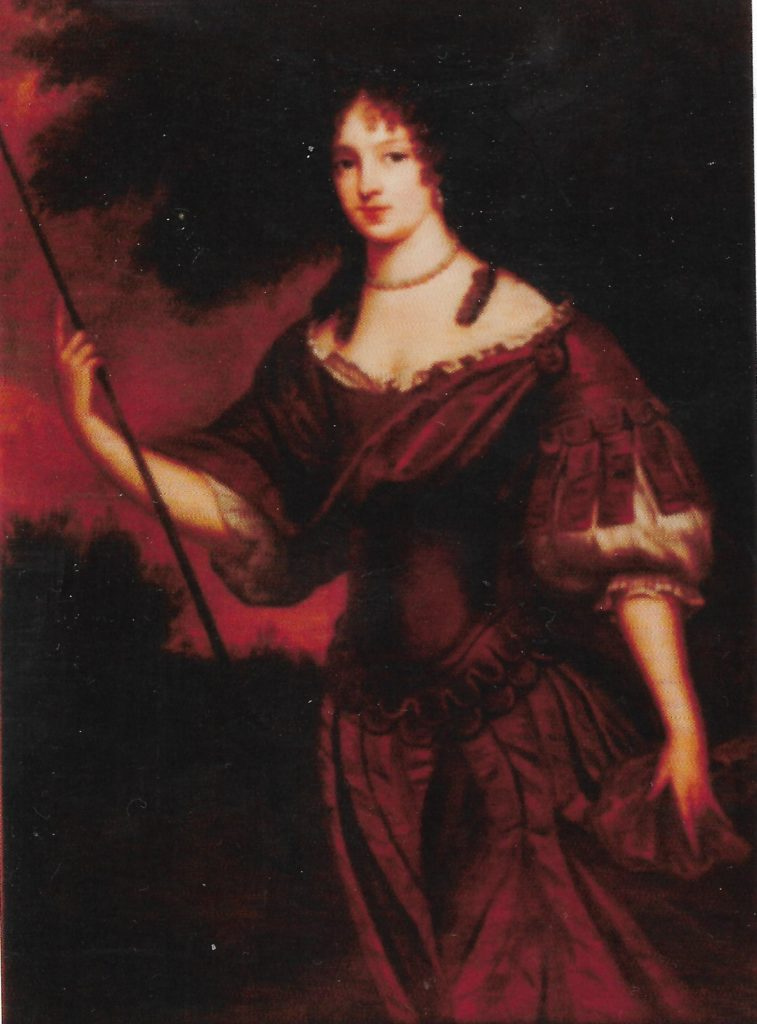
Occa Johanna Ripperda

Occa Johanna Ripperda (Farmsum, 2 februari 1619 – Stockholm, 23 november 1686) was een adellijke vrouw uit de Ommelanden van het geslacht Ripperda. Van 1671 tot haar dood was ze opperhofmeesteres van de Zweedse koningin-weduwe Hedwig Eleonora (1636-1715). Dit betrof de hoogste functie aan het hof van de vorstin, die destijds als de machtigste heerser van Noord-Europa werd beschouwd.
Ripperda verzamelde tijdens haar leven meer dan 1000 recepten in een persoonlijk kookboek van 500 pagina's, die een goed beeld geven van wat de adel in Noord-Europa in de 17e eeuw pleegde te eten. Het is het grootste kookboek uit deze tijd dat bewaard is gebleven, en werd in 2018 teruggevonden in Emden. Het boek wordt bewaard in het archief van het Gesellschaft für bildende Kunst und vaterländische Altertümer te Emden.

## Levensloop

### Vroege jeugd
Occa Johanna Ripperda werd in 1619 op het Huis te Farmsum geboren als dochter van Anna Margaretha barones Rengers, erfdochter van de heerlijkheid Hellum, en Hero Maurits Ripperda, jonker en hoofdeling te Farmsum en Appingedam. Ze had twee jongere broers, waaronder de latere diplomaat Joachim Ripperda.
In haar vroege jeugd woonde het gezin een jaar lang in Den Haag, waar haar vader een generaliteitsfunctie bekleedde. Na terugkomst woonde het gezin weer in Farmsum, maar Occa Johanna werd ondergebracht op de Dekemastate te Jelsum, bij haar familie Jurgen Ripperda, een neef van haar grootvader, en zijn vrouw Anna Catharina van Dekema. Dit echtpaar bekleedde de functie van hofmeester en - meesteres aan het stadhouderlijk hof te Leeuwarden. Het was niet ongebruikelijk in deze tijd om een kind bij invloedrijke familieleden onder te brengen, en het zo voor te bereiden op een mogelijke toekomstige functie aan een hof.
Na het overlijden van Anna Catharina van Dekema in 1633, in hetzelfde jaar dat Ripperda's vader overleed, verhuisde zij terug naar haar moeder op de borg in Farmsum.

### Huwelijken

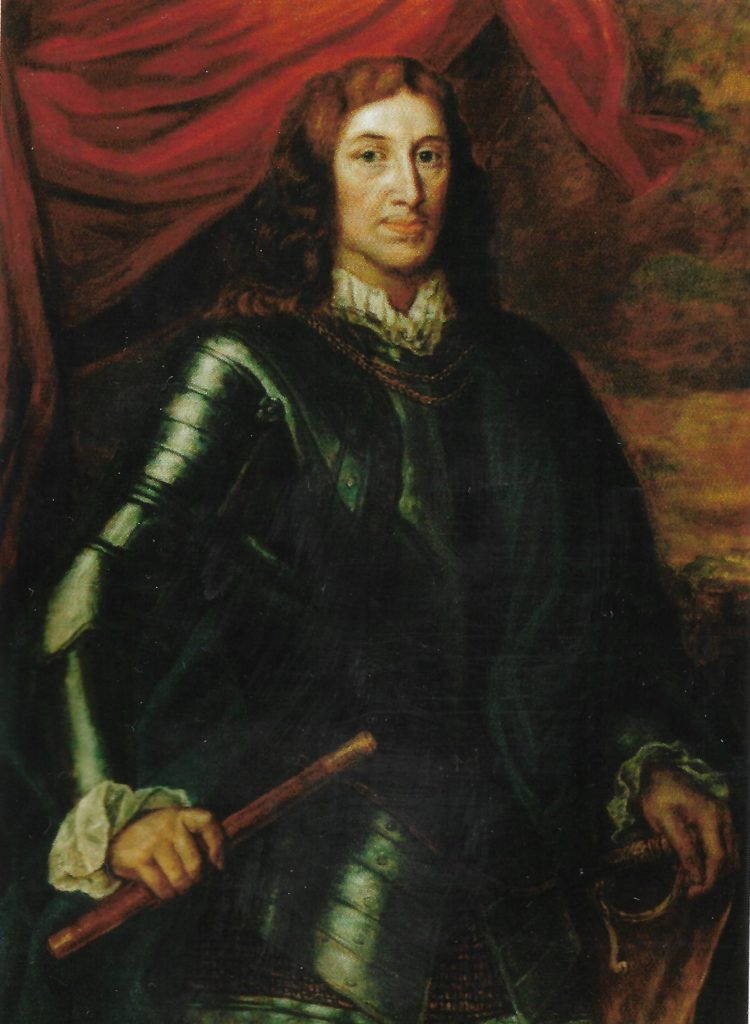
Enno Adam von Inn- und Kniphausen

In 1639 trouwde Ripperda met Enno Adam Freiherr von Innhausen und Knyphausen zu Jennelt (1611-1654), enig zoon van Dodo zu Innhausen und Knyphausen (1583-1636), een beroemde veldmaarschalk in Zweedse dienst.
Na hun huwelijk woonde het echtpaar afwisselend in Jennelt en op de Klunderburg te Emden. Tevens verbleven zij te Farmsum en op het kasteel Klempenow in Zweeds Voorpommeren. Tussen 1641 en 1648 werden er 6 kinderen geboren, waarvan er 4 de volwassenheid bereikten.
Enno Adam was, na de dood van zijn vader, hem opgevolgd als overste in dienst van de Zweedse koning, en diende aansluitend de Staten-Generaal. Zijn zwakke gezondheid verhinderde een verdere militaire carrière. Hij overleed in 1654 op de Klunderburg. Huisvriendin Sibylle van Griethuysen schreef een treurdicht op diens overlijden.

Om het bezit van Klempenow zeker te stellen reisde Ripperda naar Brussel, waar de kort daarvoor afgetreden koningin Christina I van Zweden verbleef. Op 2 januari 1655 kwam zij daar op audiëntie en wist zich te verzekeren van de medewerking van de oud-koningin.

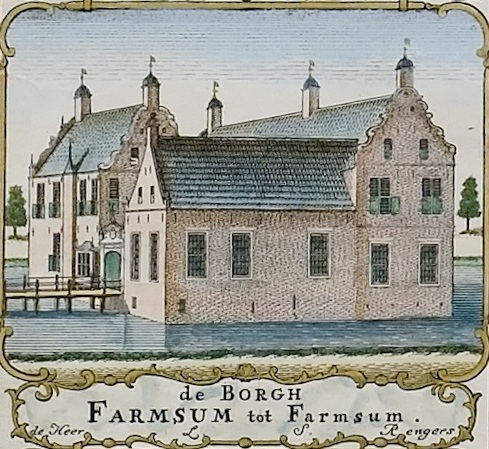
Huis te Farmsum
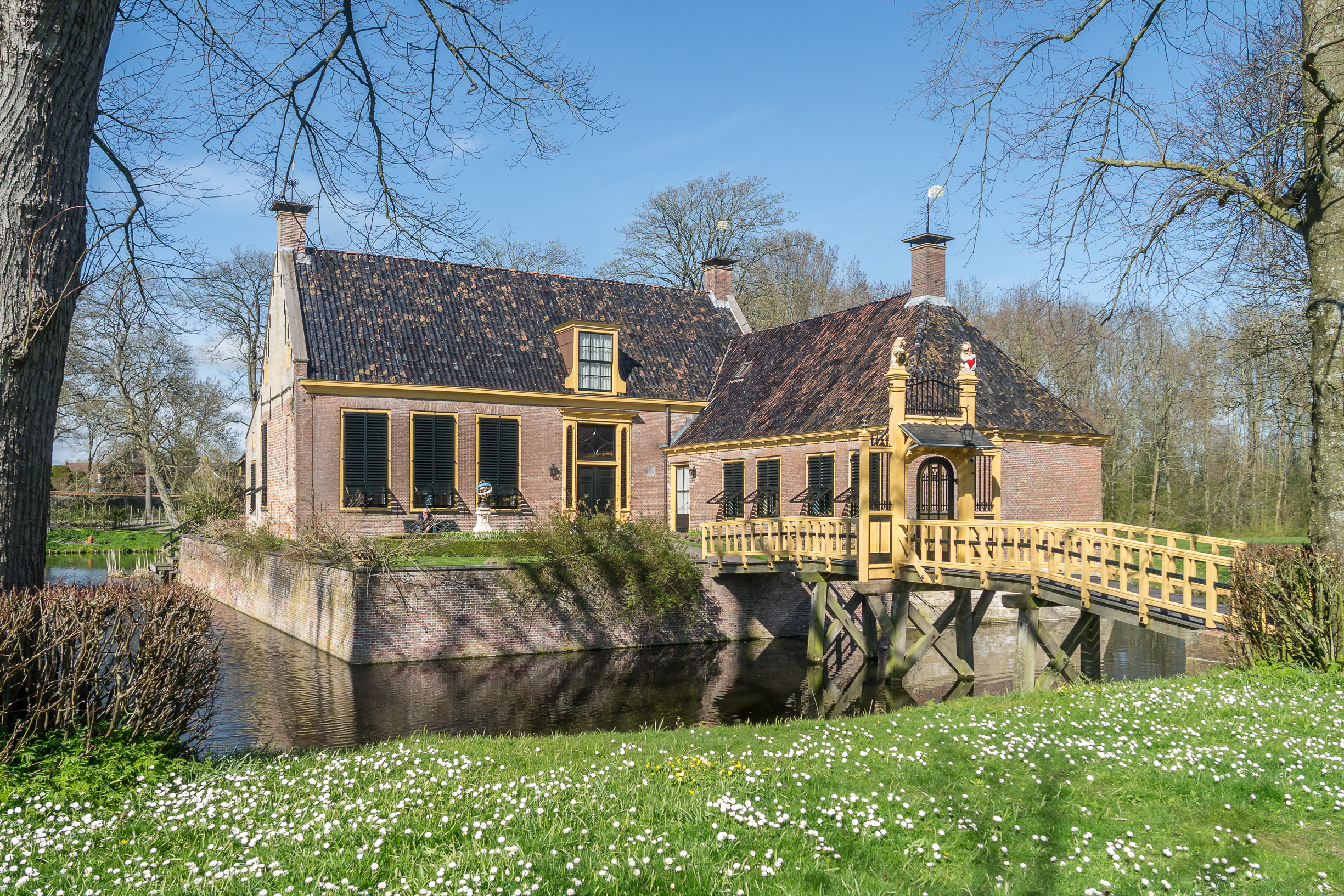
Dekemastate
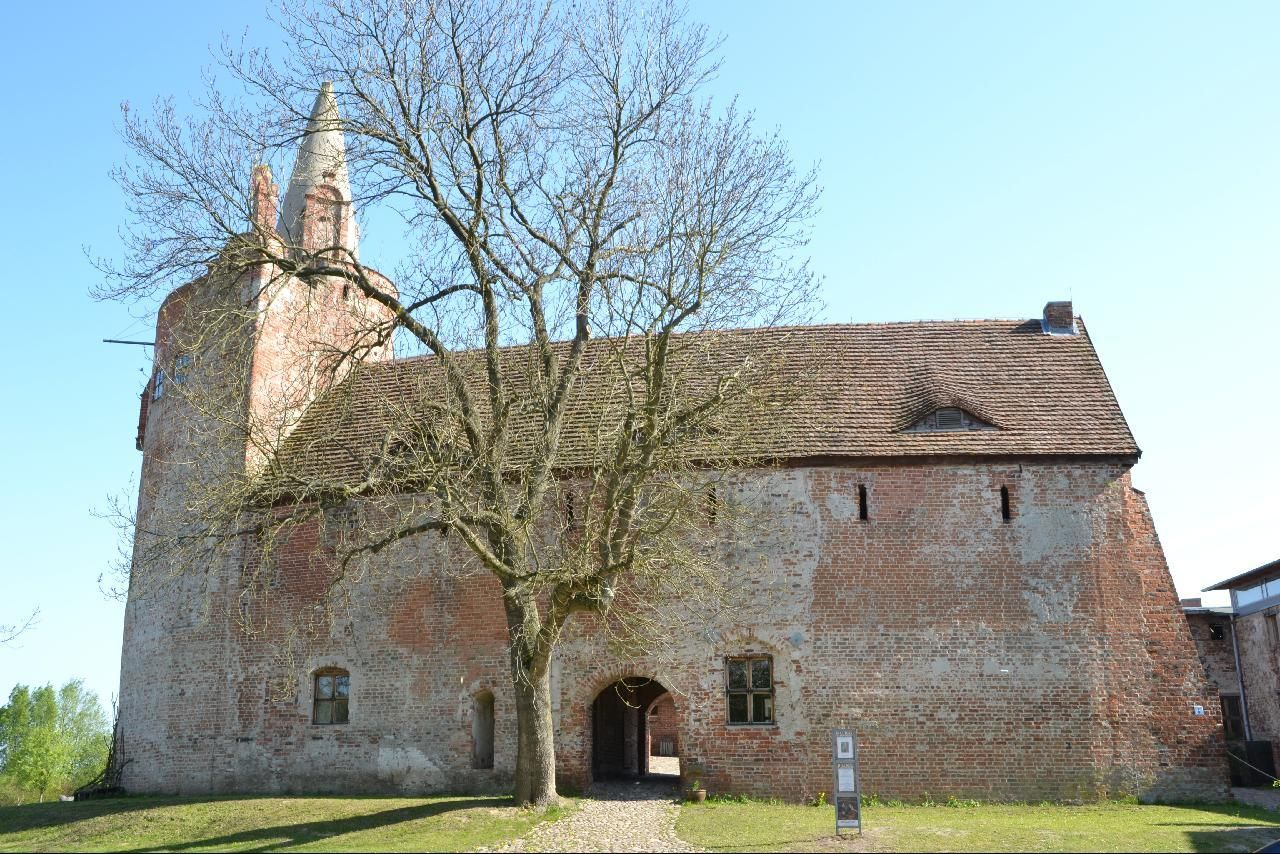
Kasteel Klempenow
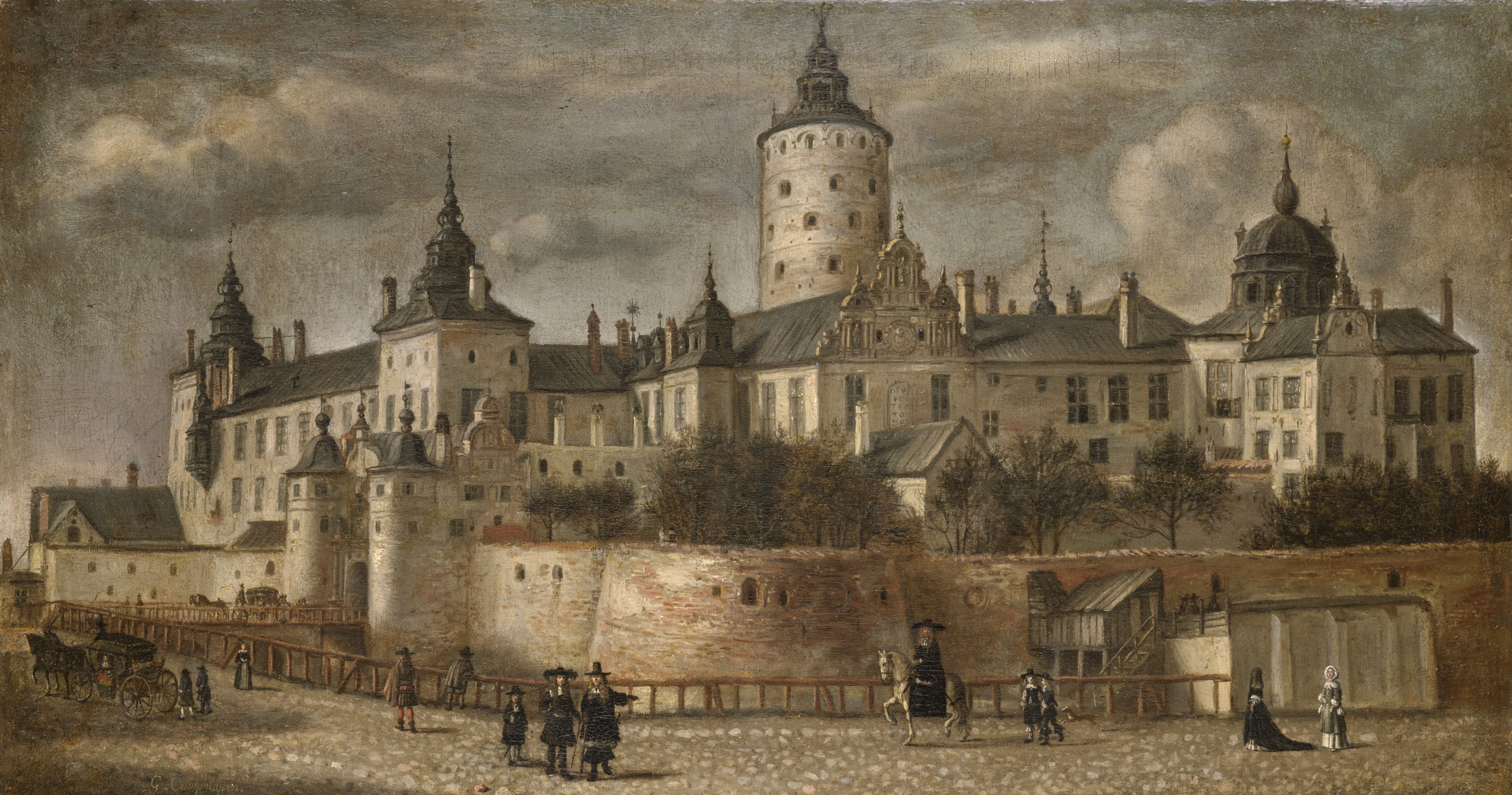
Koninklijk Paleis Tre Kronor te Stockholm, 1661

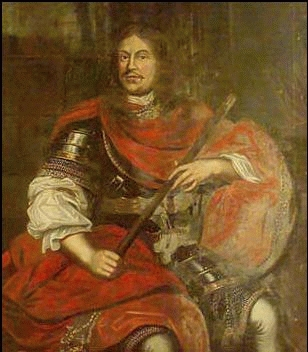
Erik Gustafsson Stenbock

Omdat het beheer van Klempenow ter plaatse ook te wensen overliet, vertrok Ripperda in hetzelfde jaar met twee van haar kinderen naar Voorpommeren. Op 21 september 1656 trouwde zij daar met de generaal-artilleriemeester Erik Gustafsson Stenbock (1612-1659), graaf tot Bogesund en Kronobäck en Öresten, die het naburige kasteel Spantekow bewoonde. Van zijn eerste vrouw had Stenbock een zestiental kinderen. Tweeënhalf jaar later, op 11 februari 1659, sneuvelde hij bij het beleg van Kopenhagen. Hij werd een jaar later in de Dom te Gotenburg begraven. Het echtpaar had geen kinderen met elkaar gekregen. Ripperda, die door dit huwelijk de titel gravin droeg en daarmee tot de Zweedse adel was toegetreden, besloot om met 10 stiefkinderen het Lindholm-huis in Gotenburg te gaan bewonen. Op den duur moest ze het huis aan de kinderen laten en zelf vertrekken. Daarna woonde ze afwisselend op Klempenow en in Stockholm.

### Hoffunctie

Koningin Hedwig Eleonora

In 1663 reisde Ripperda naar Hamburg om de voormalige koningin Christina te bezoeken, die voor korte tijd daarheen was teruggekeerd. In 1671 werd Ripperda aangesteld als opperhofmeesteres van de Zweedse koningin-weduwe Hedwig Eleonora, de hoogste functie aan het hof. In de laatste vijftien jaar van haar leven verbleef zij in de verschillende paleizen en begeleidde de koningin-weduwe op haar reizen door Zweden en naar Sleeswijk-Holstein. 

### Overlijden
Na een langdurige ziekte overleed Ripperda op 23 november 1686 in het Koninklijk Paleis (Tre Kronor) te Stockholm. De koningin-weduwe berichtte haar overlijden aan Ripperda's kinderen. Na enige weken werd haar lichaam tijdelijk bijgezet in de Nicolaaskerk te Stockholm. Op 25 september 1687 vond een plechtige begrafenis plaats in de Riddarholmskyrkan, de kerk waar ook de Zweedse vorsten werden begraven.

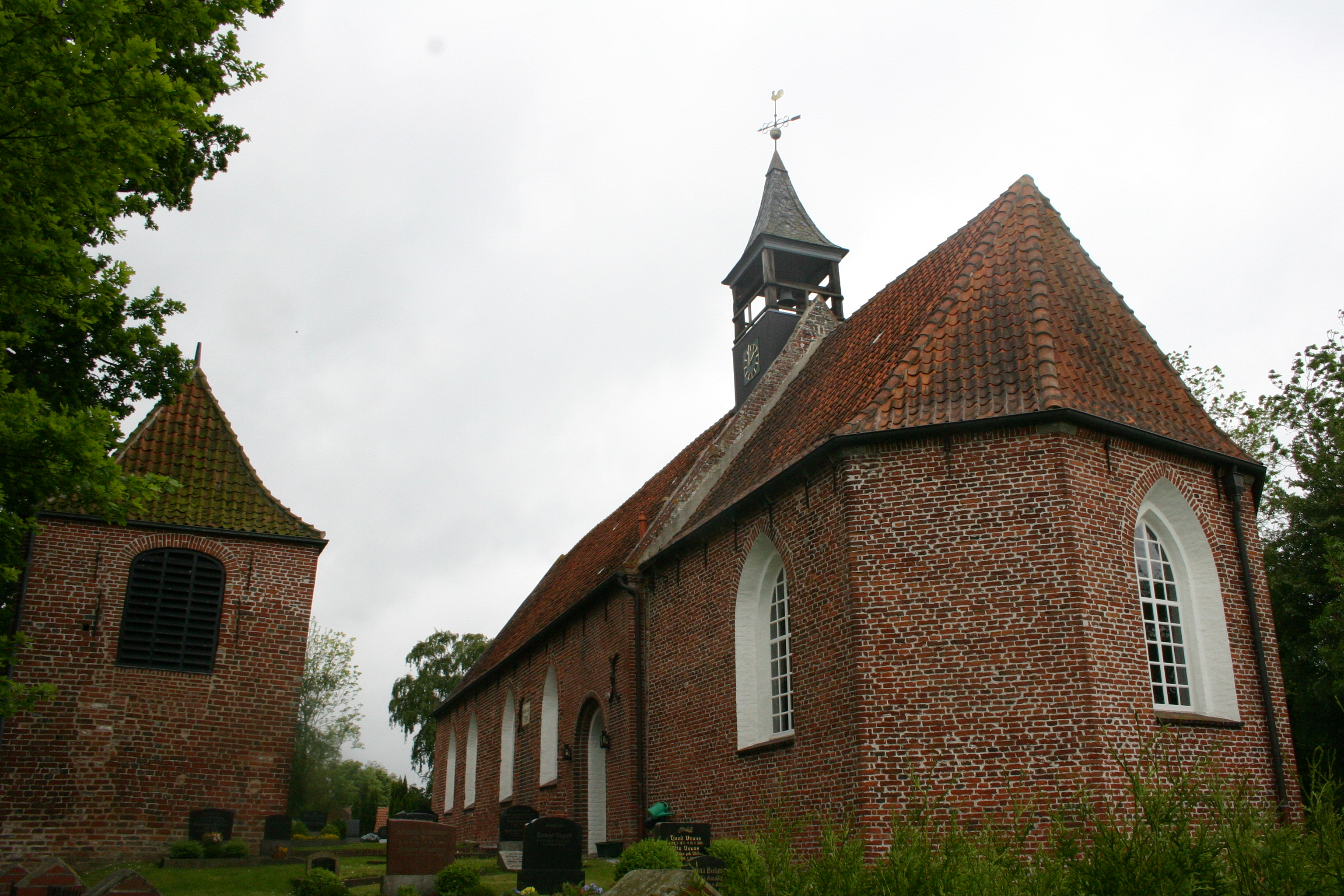
De kerk te Jennelt met daarin de grafkelder van de familie Von Innhausen und Knyphausen

Ripperda had echter als laatste wens laten vastleggen dat zij naast haar eerste man in Jennelt in Oost-Friesland bijgezet wilde worden. Haar dochter Eva Sophia verbleef anderhalf jaar in Stockholm om de erfenis te regelen, en de begrafenis en het transport van haar moeders kist (over zee naar Lübeck, en via Hamburg en Greetsiel naar uiteindelijk Jennelt) te regelen. In de zomer van 1688 werd Ripperda in de grafkelder bij haar eerste echtgenoot bijgezet, als laatste bijzetting in deze crypte.
Ripperda's grafkist, die op kosten van koningin-weduwe Hedwig Eleonora werd vervaardigd, is de fraaiste in de grafkelder te Jennelt. Lange tijd stond deze daarom bekend als de laatste rustplaats van haar schoonvader Dodo von In- und Knyphausen. In 2018 werd ontdekt dat het in werkelijkheid om de pronkkist van Occa Johanna gaat.

## Kookboek
In 2018 herontdekte historicus en archivaris Redmer Alma het kookboek van Ripperda in Emden. Het kookboek bleek een rijke bron van informatie over de eetcultuur in de 17e eeuw te zijn.
Gedurende haar leven verzamelde Ripperda 1080 recepten in een persoonlijk kookboek van ongeveer 500 pagina's. Anders dan veel andere kookboeken uit die tijd is het geen collectie overgeschreven standaardrecepten, maar gaat het om gerechten die daadwerkelijk door haar zelf bereid werden. De recepten worden gekenmerkt door groenten en fruit uit eigen tuin, vers vlees en vis, in combinatie met exotische ingrediënten als Parmezaanse kaas, amber en oosterse specerijen. Zowel Hollandse wafels, Groninger pannenkoeken en poffert, als pastei met eland zijn te vinden in dit kookboek. Daarnaast zijn er diverse recepten met ingrediënten die typisch zijn voor die tijd zoals beverstaart, ramsballen, hanenkammen, kraanvogels, zwanen en leeuweriken.
Ripperda heeft waarschijnlijk alle recepten beschreven en uitgeprobeerd in de eerste vijftig jaar van haar leven, toen ze in Groningen, Friesland, Oost-Friesland, Pommeren en Zweden verbleef. Ze benoemt in haar kookboek dat ze de recepten opschrijft “voor wie van koken houdt”. Ze schrijft ook over dingen die ze niet lekker vindt, zoals droge koekjes: "Ik kan er niet veel smaak in vinden, hoewel de Engelsen het voor een delicatesse houden", of over Kamper steur: "Goed smaakt het niet, maar het laat zich eten bij gebrek aan delicate spijzen". Ook vermeldt ze eenmaal: “Het is boereneten, maar het smaakt goed.”  Uit sommige precieze aanwijzingen voor tijdens het koken blijkt dat ze de recepten zelf gekookt moet hebben.

In haar boek beschrijft ze uitgebreid welke ingrediënten er op voorraad dienden te zijn in de keuken, en welk kookgerei (van tin, koper, ijzer en aardewerk) er allemaal nodig is om de recepten te bereiden. Ook worden wat ongebruikelijke bereidingsmethoden genoemd, zoals: "Voer een kalkoen brandewijn en jaag hem vervolgens op totdat hij uitgeput is".

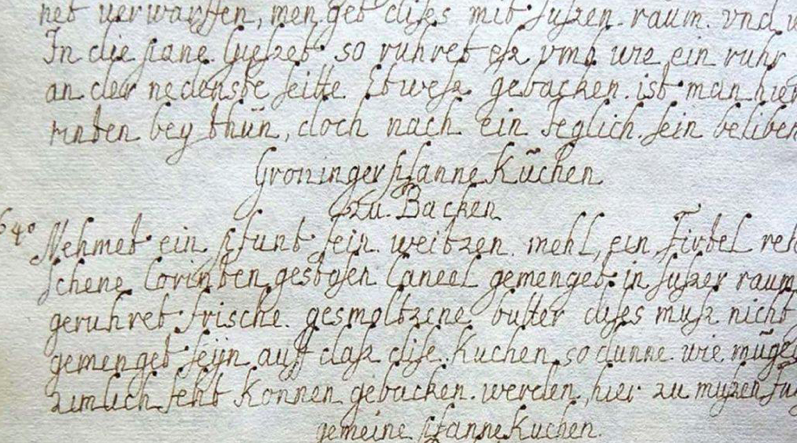
Recept voor Groninger pannenkoeken uit het kookboek van Ripperda

Het kookboek maakt ook duidelijk dat de afstand tussen adel en personeel, dus het gewone volk, in die tijd kleiner was dan vaak wordt verondersteld. De pachters van de gronden rondom een borg brachten hun producten naar het kasteel, het tuinpersoneel onderhield een grote moestuin maar de adel zelf koos uit welk fruit en welke groente er werd verwerkt. Het is aannemelijk dat Ripperda de recepten zelf, dan wel samen met haar personeel, heeft gekookt.
Het ingebonden boek is ingedeeld op te gebruiken ingrediënten, heeft een inhoudsopgave en een index, wat het aannemelijk maakt dat Ripperda het op latere leeftijd heeft samengesteld uit los bewaarde recepten, met als doel haar kennis over te dragen. Informatie over kooktijden wordt niet gegeven in het boek, en ook niet altijd de hoeveelheid die nodig is van de verschillende ingrediënten. Deze kennis werd als bekend verondersteld voor de gebruiker uit die tijd. Haar dochter Anna Margaretha von Inn- und Knyphausen erfde het boek na haar dood, en voegde er nog twee recepten aan toe. 
Het kookboek is geschreven in het Oost-Fries, de taal die in de 17e eeuw in de Groninger Ommelanden werd gesproken. 
Uit haar brieven blijkt dat Ripperda ook zelf destilleerde en likeur maakte. Ook die recepten heeft ze in een boek verzameld, waarvan echter niet bekend is of dat bewaard is gebleven.

### Recept
Een recept uit het kookboek (in vertaling):
"Een goede lange bruine kool met kastanjes te koken
Deze kool is pas goed in winter als het gevroren heeft. De kool in tweeën gesneden met de stelen, zo ver als ze zacht zijn. Dan gekookt met gezouten gans, varkensrug of vers ossenvlees in een doek. Daarbij gepelde kastanjes doen. Als de kool nu goed zacht gekookt is, leg ze op een vergiet. Neem de kastanjes en de zachte stelen, een aantal daarvan. Trek van de andere stelen het buitenste eraf en snijd het binnenste aan plakken, een vingerbreed groot. Snij de kool met een mes enige malen door. Zet ze te stoven met de kastanjes, voldoende boter en het klein gesnedene van de stengels. Doe daarbij vier hele kruidnagels en, als u het opdient, peper."

## Trivia
- Het koffiehuis in de tegenwoordig voor publiek toegankelijke burcht Klempenow is vernoemd naar Ripperda: burgcafé Occa Ripperda.